# آق‌بلاغ (مشگین‌شهر)
آق‌بلاغ روستایی است که در استان اردبیل، شهرستان مشگین‌شهر، بخش مرکزی قرار دارد.

## جمعیت
بر اساس سرشماری سال ۱۳۹۵ جمعیت این روستا ۲٬۰۸۹ نفر با ۵۱۲ خانوار بوده است.
- «نتایج سرشماری ایران در سال ۱۳۸۵». درگاه ملی آمار. بایگانی‌شده از روی نسخه اصلی در ۲۱ آبان ۱۳۹۲.

## اقتصاد
از لحاظ اقتصادی اکثر ساکنان روستا به دامداری و کشاورزی مشغول اند. روستای آقبلاغ به دلیل قرارگیری بر سر راه آبگرم‌ها و آبشار کرکری؛ فعالیت‌های تجاری و گردشگری نیز در این منطقه رواج یافته است.